# Trinidad Moruga Scorpion

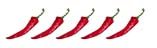
Pálivost mezi 1 200 000 až 2 000 000 SHU

Trinidad Moruga Scorpion (Capsicum chinense) je chilli paprička pocházející z oblasti Moruga na ostrově Trinidad (stát Trinidad a Tobago).
13. února 2012 ji Chile Pepper Institute na Novomexické státní univerzitě v Las Cruces prohlásil za nejpálivější chilli papričku na světě s pálivostí přes 1 200 000 jednotek Scovilleovy stupnice (SHU), přičemž jednotlivé plody mohou dosahovat i přes 2 miliony jednotek pálivosti. Nicméně Guinnessova kniha rekordů papričku Trinidad Moruga Scorpion v roli nejpálivější chilli papričky na světě nepotvrdila.
Předchozím šampiónem v pálivosti byla indicko-bangladéšská paprička Bhut Jolokia, současným držitelem rekordu je jihokarolínská paprička Pepper X.

## Vlastnosti

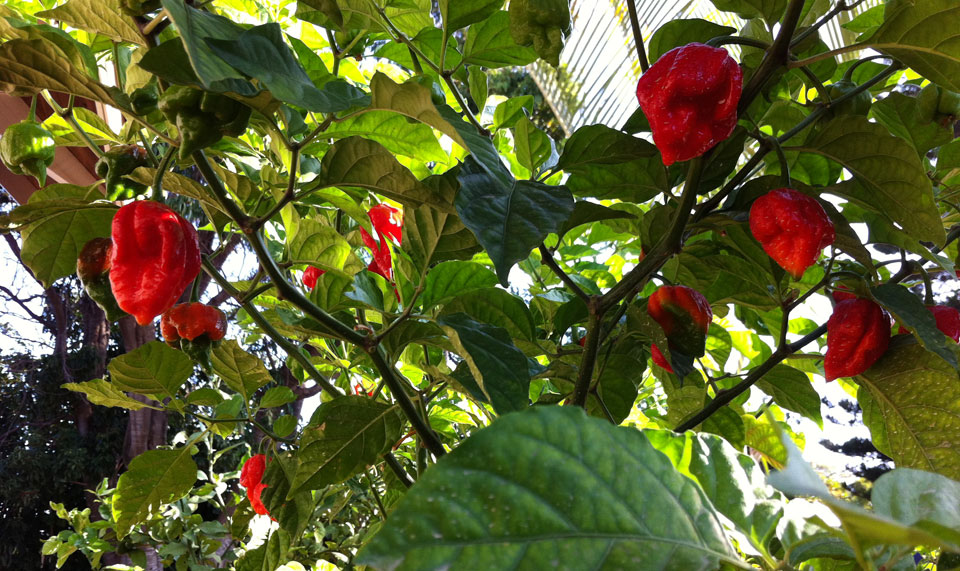
Zralé papričky Trinidad Moruga Scorpion připravené ke sklizni

Odborník na chilli papričky a ředitel Chile Pepper Institute na Novomexické státní univerzitě v Las Cruces Paul Bosland řekl: „Kousnete si a zprvu to nevypadá nijak zle, ale pak to najednou přijde a ta síla je pořád větší a větší a větší, takže je to velmi nepříjemné." Podobně hovoří i český odvážlivec Jan Kolář při první české ochutnávce této papričky – viz Externí odkazy.
Ponecháme-li stranou pálivost, má paprička Trinidad Moruga Scorpion lehkou ovocnatou příchuť, jež dává sladce pálivou kombinaci. Papričku lze téměř všude na světě pěstovat ze semínek. Není-li rostlina vystavena mrazu, je to trvalka, která roste celoročně a jejíž růst se v chladném zimním období zpomaluje.